# 條子阿不拉
《條子阿不拉》是導演李崗執導的一部台灣電影，於1999年上映。

## 劇情
臺北縣某分局刑事組長--阿不拉（柯受良 飾）為人正直，堅持不收受賄絡。一日與搭檔鴨尾仔（陳昭榮 飾）查緝走私時，逮捕到偷渡客黃小青（莉 飾）。小青身懷六甲，偷渡到台灣為了要找孩子的生父；小青堅稱自己的未婚夫叫蔣仲苓，阿不拉直言小青被騙。分局內包括局長及資深刑警豆乾（蔡振南 飾）涉及收黑錢，警政署督察長前來視察時要求肅貪，阿不拉念及同事情誼沒有舉發。
阿不拉念國三的兒子阿義（楊智傑 飾）正值叛逆期，與父親關係不睦，成天與流氓頭子黑輪（胡治潮 飾）的兒子議長（梅耀天 飾）廝混。一日阿義和議長與體育老師王老師（鄭景益 飾）起口角，王老師諷刺警察也是流氓令阿義不滿，將王老師打傷。阿不拉前往學校處理及道歉，但在得知阿義是因為王老師罵警察是流氓才動手，反倒和王老師起衝突。事後，阿不拉和阿義的班導梁老師（鄧程惠 飾）解釋，阿義原本乖巧用功，但母親即將臨盆第二胎時阿不拉正在執勤任務，導致延誤送醫而難產過世，阿義因此對父親怨懟。梁老師知道阿不拉的處境後對他產生好感。議長唆使父親的手下虎卵（黃仲崑 飾）率眾當天放學在校門口圍毆王老師，把王老師打到重傷住院。阿不拉和鴨尾仔將虎卵一眾逮捕回警局，虎卵在警局態度囂張，目中無人；但因局長收黑輪的黑錢，豆乾也說學校想息事寧人，如果事情鬧大對阿義也不好，阿不拉在莫可奈何下只能將虎卵一眾釋放。
阿義流連在女友小娟家，兩人準備要發生性關係時被小娟的母親（徐貴櫻 飾）撞見，阿義倉皇逃走。阿義回到家時被阿不拉逮個正著，銬上手銬拖去醫院探望王老師。在醫院，王老師仍對警察充滿不信任，阿不拉承諾一定會給王老師一個交代。阿義對於父親的承諾感到激賞，隔日早上做了早餐給父親，父子關係稍有改善。豆乾對於要阿不拉放人一事感到抱歉，當天晚上邀請阿不拉到家裡吃飯，席間還介紹了老婆的姪女阿嬌（鍾欣凌 飾）給阿不拉；但阿不拉念念不忘的卻是小青。阿義不滿議長找人打老師，認為這樣沒種；兩人決定飆車來比誰有種，但車沒騎多久就被警察追捕，阿義和小娟摔車被帶回警局。豆乾要阿義不要再惹父親生氣，但阿不拉盛怒之下把阿義關進拘留所。阿義剛好被關在小青旁邊，兩人發現彼此身世相近，聊到阿不拉時，阿義也坦承知道其實自己父親心很軟。阿不拉帶著阿義回家遇到豆干的太太帶著阿嬌登門拜訪，於此同時梁老師也假借家庭訪問名義來訪，場面一度尷尬。阿不拉和阿義在三人面前大吵了一架，把梁老師和阿嬌都給嚇跑，父子兩人相視而笑。當晚，阿不拉敞開胸懷向兒子訴說這些年來心理的難受，阿義則告訴父親如果能給王老師一個交代，他會努力考上好高中。
阿不拉和鴨尾仔從線人胖子查獲軍火走私，在與歹徒駁火時，豆乾射殺了黑輪的老大。在老大的告別式上，豆乾對射殺老大一事裝傻，黑輪則一口咬定是阿不拉和鴨尾仔所為，豆乾警告黑輪不要亂來。在警局慶功宴時，阿不拉帶著糕點到拘留所和小青獨處；小青想要可以出去走走，阿不拉當時沒有答應。不久小青臨盆生下一名女孩，小青說孩子帶回大陸沒辦法養，想把孩子留在台灣，但仍給孩子起名叫阿金。小青和阿金回到警局時，受到了員警們熱烈的歡迎；之後阿不拉每天做麻油雞給小青坐月子，兩人感情急速升溫。小青再次央求出去放風，阿不拉和鴨尾仔在移送前帶小青到六福村玩了一整天。晚上阿不拉帶小青回到自己家，鴨尾仔則把阿金從月子中心接過來；阿不拉和鴨尾仔、阿義離開家出去用餐，讓小青和阿金母女獨處。在鴨尾仔母親的麵攤，阿不拉要鴨尾仔和小青結婚以領養阿金，但鴨尾仔和阿義都要阿不拉誠實面對自己的感情。三人回到家後發現小青帶著阿金逃走，阿不拉和鴨尾仔不知可否時，小青卻又自己回到警局。阿不拉要小青帶著阿金逃走，這樣小青就不用和阿金分開，但小青寧願被遣返。阿不拉將小青關回拘留所時，兩人終於情不自禁隔著鐵欄杆擁吻。隔日阿不拉親自送小青到靖廬，看著小青離開的背影，阿不拉滿是惆悵。
阿義為了專心準備聯考，和議長一夥人漸行漸遠；議長大感不悅，在自己的生日會上羞辱小娟，但隨後被趕來的阿義痛揍。然而小娟卻在夜總會下班時，遭到虎卵等人逼到暗巷強暴及毆打，在醫院昏迷不醒。阿不拉要兒子看開，阿義反斥父親都說要給交代卻什麼都沒有。當晚阿義帶著汽油彈隻身到黑輪的公司放火砸店，但被對方抓住，還好在鴨尾仔的掩護下才得以脫險。阿不拉為了要給兒子交代，向督察長舉發局長等人收受賄絡；督察長表面上讚揚阿不拉的勇氣，其實和局長官官相護。隔日局長就以拘留所監視器拍到阿不拉與小青擁吻的錄影帶，威脅阿不拉停職待候調任。阿不拉在走投無路的情況下，只能以自己的方式實現正義。
為了沒有後顧之憂，阿不拉先是在靖廬探望小青時假意無情，讓小青難過的痛罵他天下的男人都是一樣。接著把阿義送去澳洲念書；在機場，阿義向父親道歉，父子兩人終於和解。阿不拉提領了所有的積蓄，從胖子那裡添購了軍火；準備完成後，阿不拉和鴨尾仔、王老師蒙面洗劫了黑輪的公司，搶走大批現金，並且開槍擊落日光燈砸傷黑輪。黑輪在與豆干按摩時，頤指氣使的要豆干查案，但隨後在與兒子泡澡時得知阿不拉已經將阿義送去澳洲，意識到當天搶劫的就是阿不拉。黑輪展開報復，王老師的體育用品店在開幕當天被砸，胖子被虎卵連人帶店炸死，鴨尾仔也被人發現遭到割喉陳屍野外。豆乾在告訴鴨尾仔母親鴨尾仔殉職時，終於也不再忍受黑輪的囂張行徑。豆乾假意透漏阿不拉的藏匿地點給黑輪，實際上是讓阿不拉引誘黑輪深入，再調派大批警力將黑輪等人一網打盡。豆乾告訴黑輪老大是被他殺的，黑輪在驚訝之餘被警車送走。虎卵在逃過警察的追捕後繼續追殺阿不拉，兩人在廢墟內交火，最終在一轉角雙雙開槍中彈。
小青在遣返的船上被執勤的員警安排到獨立的房間，員警表明自己是阿不拉的學弟，並且受阿不拉所託轉交一包東西給小青。小青打開後發現是大筆的鈔票，另外還有阿不拉的信及照片；在照片的背後，阿不拉告訴小青天下的男人不見得都是一樣。最後，負傷的阿不拉獨自坐在漁船船頭，前往未知的地方。

## 演员
| 演员   | 角色   | 备注                                |
| 柯受良 | 阿不拉 | 分局刑事組長                        |
| 莉     | 黃小青 | 大陸偷渡客                          |
| 蔡振南 | 豆乾   |                                     |
| 黃仲崑 | 虎卵   | 黑輪手下                            |
| 陳昭榮 | 鴨尾仔 | 阿布拉助手                          |
| 胡治潮 | 黑輪   |                                     |
| 楊智傑 | 游忠義 | 綽號阿義，阿不拉兒子                |
| 梅耀天 | 議長   | 黑輪兒子                            |
| 鄭景益 | 王國良 | 體育老師                            |
| 蘇沅峰 | 普羅   | 黑輪手下 去冰箱拿酒被阿不拉丟去桌上 |
| 鄧程惠 | 梁老師 |                                     |
| 梅 芳  |        | 鴨尾仔母親                          |
| 徐貴櫻 |        | 小娟母親                            |
| 九 孔  |        | 走私犯                              |
| 盧金城 | 胖子   | 軍火販                              |
| 鍾欣凌 | 阿嬌   |                                     |
| 周 寧  | 小娟   | 游忠義女友                          |
| 黃瑜嫻 | 小敏   |                                     |
| 關老三 |        | 督察長                              |
| 吳炎棟 |        | 分局長                              |
| 吳 敏  |        | 豆乾妻                              |
| 林澤顯 |        | 校長                                |
| 蕭道倫 | 白爺   | 黑輪老大                            |
| 陳煥華 |        | 銀行行員                            |
| 郭泰源 |        | (客串)王老師體育用品店開幕賓客      |
| 吳復連 |        | (客串)王老師體育用品店開幕賓客      |

## 獎項
| 頒獎典禮       | 獎項       | 名單   | 結果 |
| -------------- | ---------- | ------ | ---- |
| 第44屆亞太影展 | 最佳女配角 | 莉     | 獲獎 |
| 第36屆金馬獎   | 最佳男配角 | 蔡振南 | 提名 |

## 片尾曲
你是風，你是孩童
詞：侯志堅，曲：侯志堅，唱：陳秀珠

## 外部連結
- 互联网电影数据库（IMDb）上《條子阿不拉》的资料（英文）
- 開眼電影網上《條子阿不拉》的資料（繁體中文）
- 香港影庫上《條子阿不拉》的資料（繁體中文）
- 时光网上《條子阿不拉》的資料（简体中文）
- 豆瓣电影上《條子阿不拉》的資料 （简体中文）